# Sepedon spangleri
Sepedon spangleri är en tvåvingeart som beskrevs av Roger A. Beaver 1974. Sepedon spangleri ingår i släktet Sepedon och familjen kärrflugor.
Artens utbredningsområde är Thailand. Inga underarter finns listade i Catalogue of Life.